# Pseuderanthemum floribundum
Pseuderanthemum floribundum är en akantusväxtart som beskrevs av T.F. Daniel. Pseuderanthemum floribundum ingår i släktet Pseuderanthemum och familjen akantusväxter. Inga underarter finns listade i Catalogue of Life.